# Brebau
Die Brebau (Eigenschreibweise BREBAU) ist eine Wohnungsbaugesellschaft in Bremen, Schlachte 12/14.

## Geschichte
1938 wurde die Bremische Bau- und Siedlungsgesellschaft m.b.H. (Brebau) als gemeinnütziges Wohnungsbauunternehmen gegründet. Nach dem Zweiten Weltkrieg war der primäre Zweck der Brebau die Wohnraumversorgung sozial bedürftiger Schichten und der Bau günstiger Eigenheime. Rund 7300 meist in Klinkerbauweise ausgeführte Mietwohnungen in 18 Stadtteilen für rund 20.000 Bremer Bürger wurden seitdem von der Gesellschaft geschaffen.
Seit 1955 hatte das Unternehmen in der Parkallee sein Domizil. 1989 verlor die Gesellschaft die Gemeinnützigkeit und es folgte eine Umorientierung, hin zu stärker am Immobilienmarkt orientierten Projekten.

Von 1995 bis 2015 war Jürgen Lüthge Geschäftsführer. 1998 bezog die Firma einen Neubau an der Schlachte direkt an der Weser. Die Gesellschaft beteiligte sich ab den 1990/2000er Jahren auch an der Stadtentwicklung u. a. auf dem Teerhof, in der Überseestadt, auf dem Stadtwerder und in Borgfeld sowie Am Brill beim Bau des Brillissimos (2010).
Durch die Krise bei der Bremer Landesbank Kreditanstalt Oldenburg (BLB) standen Mitte 2016 der Verkauf an die Nord LB an  sowie deren Anteile an der Brebau.

2019, nach der Veräußerung der Anteile an der BLB, die von der Bremer Verkehrs- und Beteiligungsgesellschaft mbH (BVBG) gehalten wurden, wurden Anteile der BLB an
der Brebau zu 48,84 % an die BVBG veräußert. 2019 hat die Sparkasse Bremen die von ihr an der Brebau gehaltenen Geschäftsanteile an die BVBG verkauft. Damit verfügt die BVBG nun über 100 % der Anteile an dem Unternehmen.

2021 befanden sich im Eigentum der Brebau 5860 Wohn- und Gewerbeeinheiten und 4295 Einheiten wurden von ihr verwaltet.
Radio Bremen und Panorama berichteten im Mai 2021, die Brebau halte Bewerberinnen und Bewerber mit Migrationshintergrund gezielt von Wohnungen fern. Dies belegten vorliegende Dokumente und Zeugenaussagen. In einer „Zielgruppendefinition“ vergebe die Brebau für People of Colour die Abkürzung „E40“, wozu auch Sinti und Roma, Bulgaren und Rumänen gehören sollen. Die Bremer Datenschutzbeauftragte verhängte im März 2022 wegen dieser Vorgänge ein Bußgeld von 1,9 Millionen Euro. In der Begründung heißt es:

„Die Brebau GmbH hat mehr als 9.500 Daten über Mietinteressent:innen verarbeitet, ohne dass es hierfür eine Rechtsgrundlage gab. Beispielsweise Informationen über Haarfrisuren, den Körpergeruch und das persönliche Auftreten sind für den Abschluss von Mietverhältnissen nicht erforderlich.  ...“

## Anteile, Projekte
Die Brebau hält Anteile an folgenden Gesellschaften:
- ORION Hausverwaltung GmbH, Bremen (100,0 %)
- PBG Projektgesellschaft Borgfeld GmbH&Co. KG, Bremen (34,4 %)
- PBG Projektgesellschaft Borgfeld Beteiligungs GmbH, Bremen (34,2 %)
- Entwicklungsgesellschaft Hafenkante GmbH&Co. KG, Bremen (16,7 %)
- Entwicklungsgesellschaft Hafenkante Beteiligungs GmbH, Bremen (14,3 %)
- PGS Projektgesellschaft Stadtwerder GmbH&Co. KG, Bremen (33,0 %)
- PGS Projektgesellschaft Stadtwerder Beteiligungs GmbH, Bremen (33,0 %)
- Home - smart in use GmbH, Bremen (100,0 %)